# (6325) 1991 EA1
1991 إي أي 1 (ويعرف أيضًا باسم (6325) 1991 إي أي 1 وفق تسمية الكوكب الصغير) (بالإنجليزية: 1991 EA1)‏ هو كويكب ضمن حزام الكويكبات؛ وترتيبه 6325 من حيث الاكتشاف.
اكتُشف هذا الجُرم الفلكي بواسطة هيروشي موري في 14 مارس 1991.

## وصلات خارجية
- (6325) 1991 EA1 في قاعدة بيانات مختبر الدفع النفاث لأجرام النظام الشمسي الصغيرة

- الاكتشاف · مخطط المدار ·  العناصر المدارية · المعلمات المادية

- (6325) 1991 EA1 على موقع ويكي سكاي: DSS2, SDSS, GALEX, IRAS, Hydrogen α, X-Ray, Astrophoto, Sky Map, Articles and images